# Kolonia Wawelberga

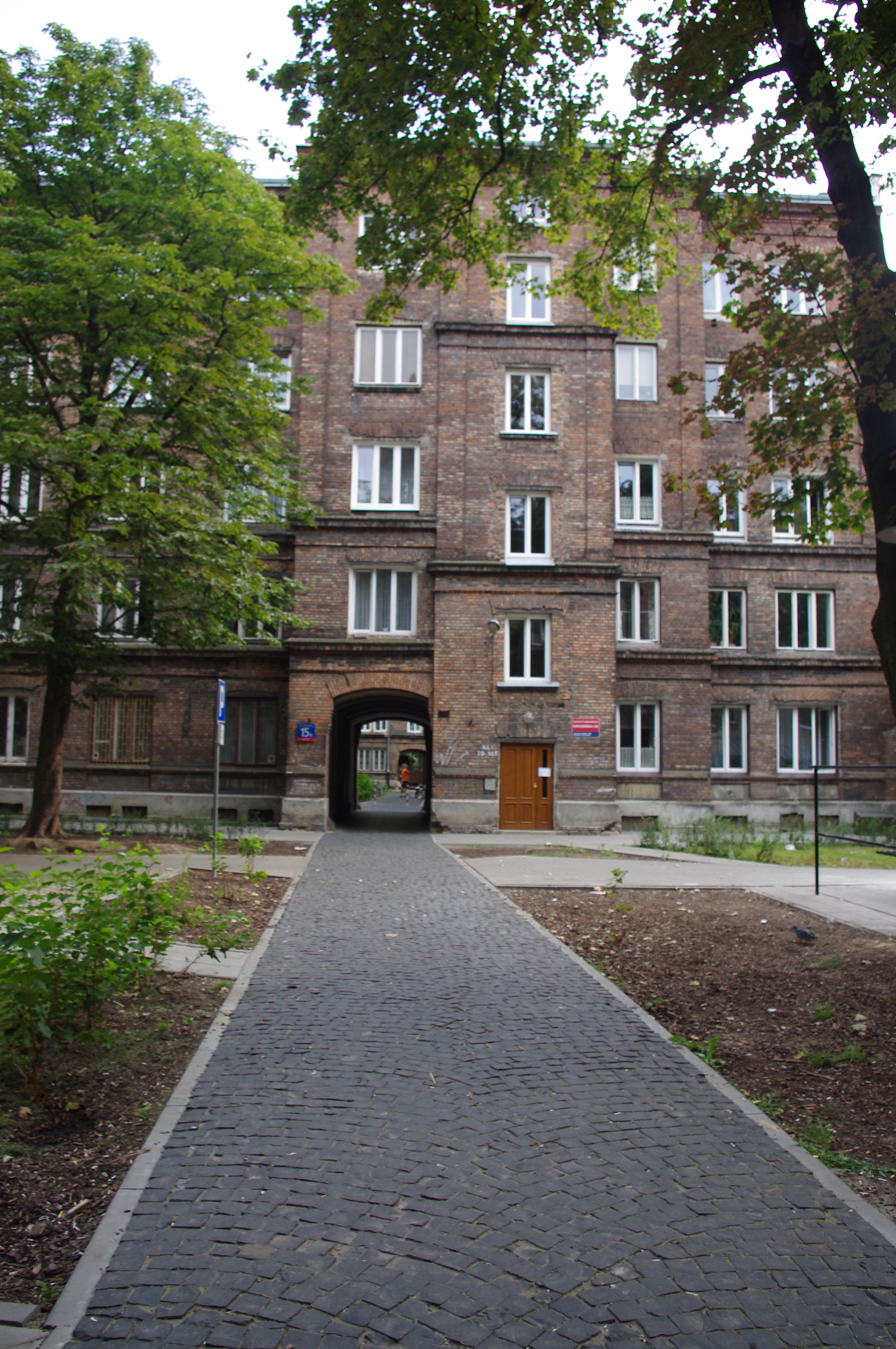
Budynek przy ul. Górczewskiej 15A w Warszawie (Kolonia Wawelberga)

Kolonia Wawelberga – zespół budynków przy ul. Górczewskiej 15 i 15 A oraz ul. Wawelberga 3 w Warszawie zbudowanych jako osiedle tanich mieszkań robotniczych na osiedlu Młynów w dzielnicy Wola z darowizny bankiera i filantropa Hipolita Wawelberga i jego żony Ludwiki Wawelberg.

## Opis
Budynki powstały w latach 1898–1900 dzięki darowiźnie Hipolita i Ludwiki Wawelbergów z okazji 50-lecia istnienia Domu Bankowego Hipolit Wawelberg w Warszawie. Darowizna wynosiła 300 tys. rubli. Projektantem kompleksu był Edward Goldberg, a sama kolonia była jednym z pierwszych tanich osiedli robotniczych w Polsce.
Poza budynkami mieszkalnymi na terenie kolonii w ramach zaplecza socjalnego funkcjonowała pralnia i szkoła (budynki obecnie już nieistniejące).
W budynku na ul. Górczewskiej 15 funkcjonuje istniejąca od 1925 znana warszawska cukiernia Władysława Zagoździńskiego. W bramie tego budynku znajduje się tablica upamiętniająca fundatorów Kolonii - Hipolita i Ludwikę Wawelbergów. Na ścianie budynku od ulicy Górczewskiej znajduje się także tablica upamiętniająca rozstrzelanie w tym miejscu 57 Polaków w dniu 23 grudnia 1943, ok. 300 w dniu 13 stycznia 1944 oraz tablica upamiętniająca powstanie w tym domu 10 marca 1942 Wolskiego Komitetu PPR.

## Galeria

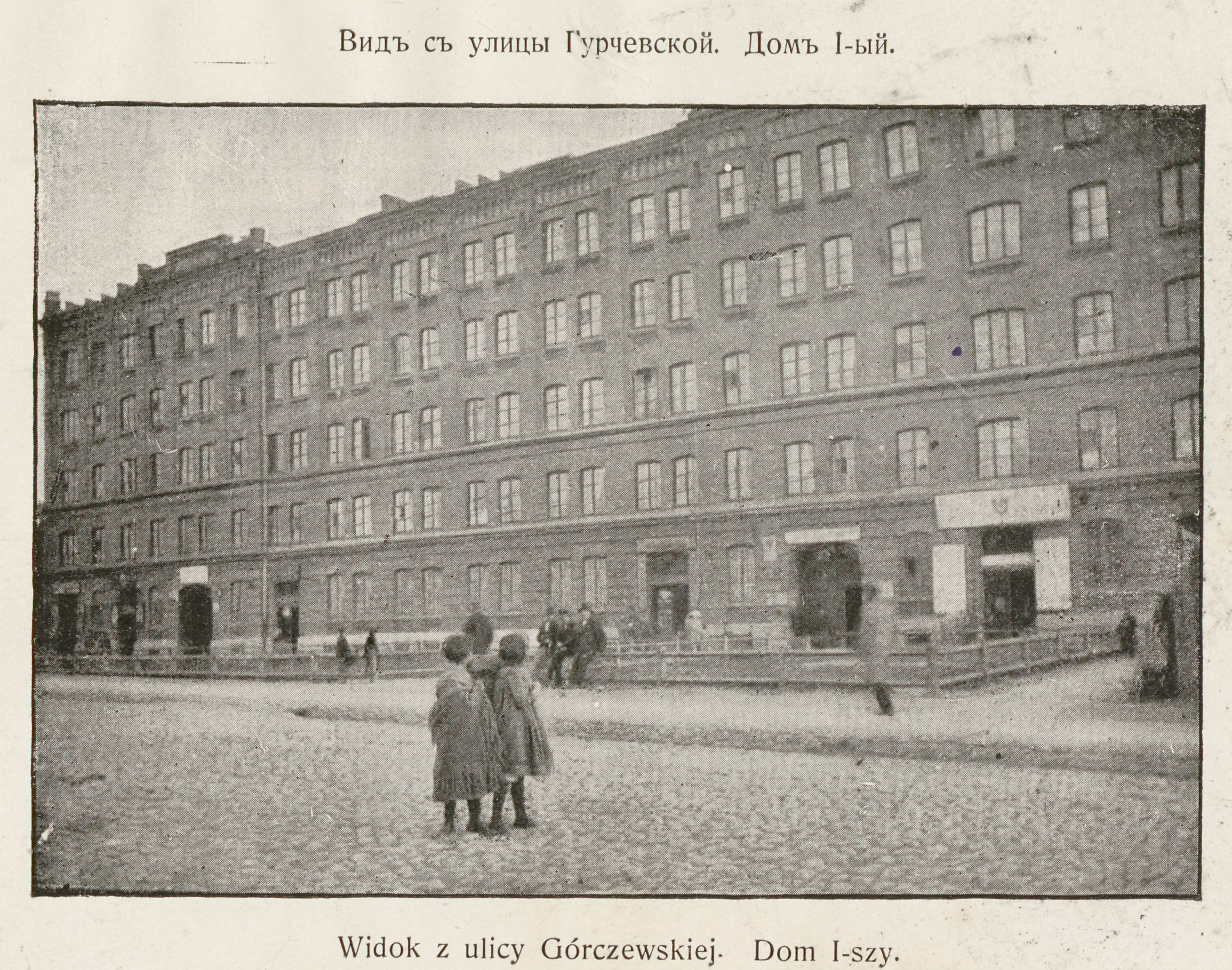
Budynek kolonii od strony ul. Górczewskiej, ok. 1904
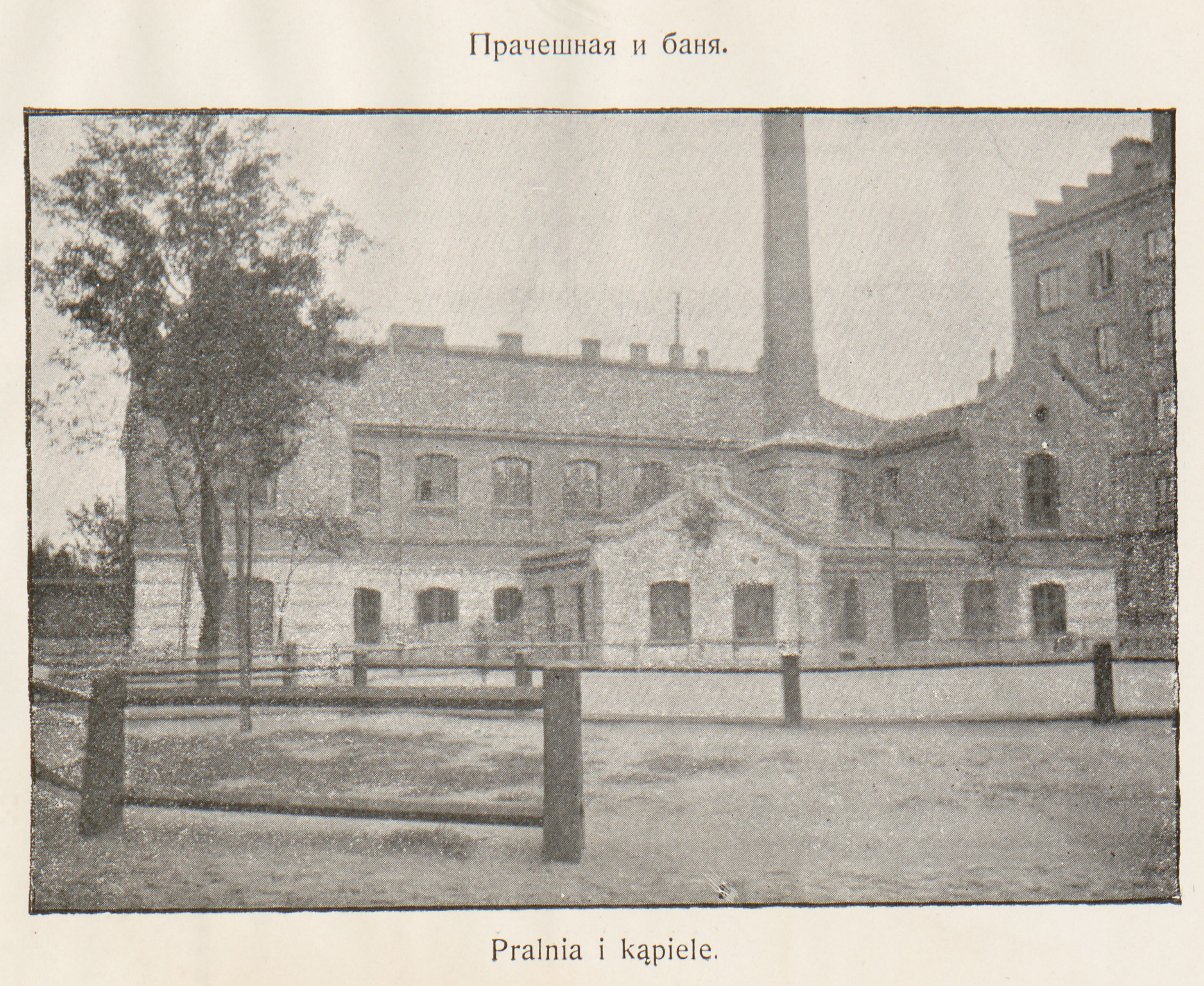
Pralnia i łaźnia, ok. 1904
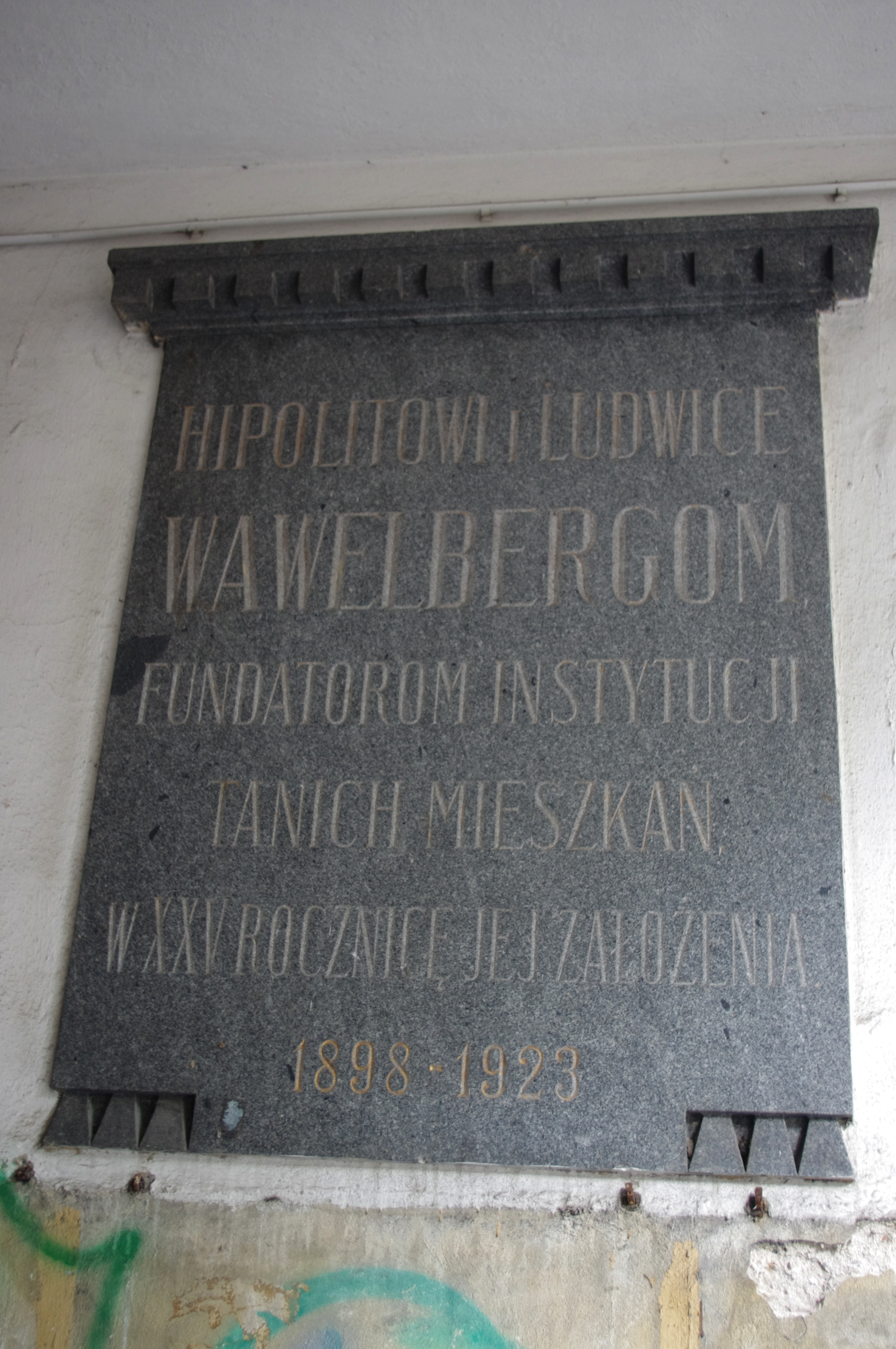
Tablica upamiętniająca Hipolita i Ludwikę Wawelbergów na ul. Górczewskiej 15
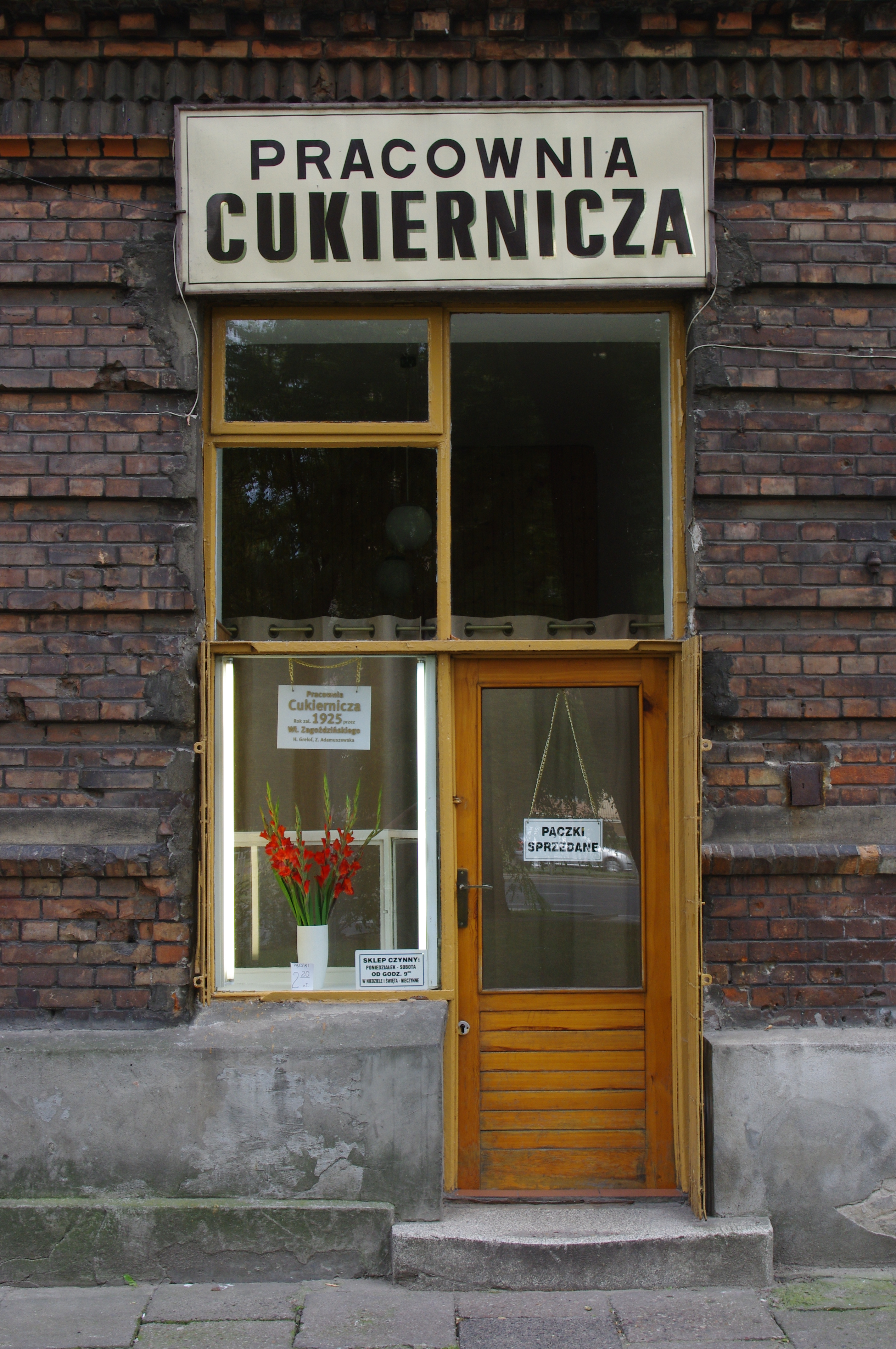
Pracownia Cukiernicza Zagoździńskiego na Górczewskiej 15